# Roberto Román Valencia
Roberto Román Valencia (10 de febrero de 1945- Guayaquil, Ecuador; 9 de abril de 2020) fue un abogado y periodista deportivo ecuatoriano, conocido como el fantasma, que tuvo una larga trayectoria en el periodismo deportivo en prensa escrita, radio y televisión, con 50 años de experiencia.

## Biografía
Ejerció el periodismo deportivo en varios medios, fue abogado de profesión, así como Director Técnico. Fue Presidente de la Asociación de Entrenadores y Director del Programa Fuera del Campo (Fundado el 3 de enero de 1983).
Como periodista, trabajó en el cargo de editor del diario Extra durante 16 años.
Trabajo en Medios visuales como: Sucre TV, America Visión, Medios Online como: America Visión y Perla Canal con el programa La Cancha, Simulcastpro y Fuera del Campo TV (propietario) con el Programa Fuera del campo Tv con Victor Garces, Aquilino Carrera, Xavier Coello, Martin de la Torre y Janio Pinto.[cita requerida]
Trabajó como comentarista deportivo en diversas radios de Guayaquil como: Caravana AM 750, Sucre Radio y Tv, Radio Atalaya 680 AM, Radio Universal, La redonda, entre otras, donde realizó el programa radial Fuera del Campo, siendo su última estación la radio WQ.
Fue miembro de la plantilla deportiva que conformaría El Canal del Fútbol, pero no se concretó debido al estado de emergencia que se declaró en Ecuador, con ocasión de la pandemia de enfermedad por coronavirus.

## Muerte
Desde el 21 de marzo de 2020, Román se encontró delicado de salud y necesitó de una clínica que lo atendiera, en medio del colapso sanitario durante la cuarentena en Ecuador por la pandemia de coronavirus, por lo que su hija Paola pidió dos tanques de oxígeno portátil para ayudarlo a respirar. El 8 de abril se reportó que necesitaba de urgencia un medicamento, pero catorce horas después, el 9 de abril a los 75 años, falleció de complicaciones respiratorias por COVID-19 causado por el virus del SARS-CoV-2. Su fallecimiento se hizo público en su cuenta personal de Twitter, luego de estar delicado de salud durante 2 semanas.